# El Césped
El Césped es una localidad del estado mexicano de Michoacán. Es parte del municipio de Contepec.

## Demografía
| Gráfica de evolución demográfica |
|                                  |

| Censo | Población |
| ----- | --------- |
| 1970  | 340       |
| 1980  | 485       |
| 1990  | 743       |
| 2000  | 929       |
| 2010  | 1 217     |
| 2020  | 1 443     |